# Filmografia actriței Emília Vášáryová
Filmografia actriței Emília Vášáryová cuprinde 42 de filme artistice și 134 de producții de televiziune.

## Filmografie

### Cinema
| An        | Titlu internațional                  | Titlu original                   | Regizor                                           | Producție                           |
| Anii 1950 | Anii 1950                            | Anii 1950                        | Anii 1950                                         | Anii 1950                           |
| --------- | ------------------------------------ | -------------------------------- | ------------------------------------------------- | ----------------------------------- |
| 1958      | St. Peter's Umbrella [A]             | Dáždnik svätého Petra            | Vladislav Pavlovič · Frigyes Bán                  | Ungaria · Cehoslovacia              |
| Anii 1960 |                                      |                                  |                                                   |                                     |
| 1960      | Marching Is Not Always Fun           | Na pochode sa vždy nespieva      | František Kudláč                                  | Cehoslovacia                        |
| 1962      | Midnight Mass                        | Polnočná omša                    | Jiří Krejčík                                      | Cehoslovacia                        |
| 1963      | Icarus XB-1 [B]                      | Ikarie XB-1                      | Jindřich Polák                                    | Cehoslovacia                        |
| 1963      | The Cassandra Cat [C]                | Až přijde kocour                 | Vojtěch Jasný                                     | Cehoslovacia                        |
| 1963      | A Face at the Window                 | Tvár v okne                      | Peter Solan                                       | Cehoslovacia                        |
| 1964      | The Jester's Tale                    | Bláznova kronika                 | Karel Zeman                                       | Cehoslovacia                        |
| 1965      | Exposing Elizabeth Báthory           | Odhalenie Alžbety Báthoryčky     | Ján Lacko                                         | Cehoslovacia                        |
| 1965      | St. Elizabeth Square                 | Námestie svätej Alžbety          | Vladimír Bahna                                    | Cehoslovacia                        |
| 1966      | Master Executioner                   | Majster kat                      | Paľo Bielik                                       | Cehoslovacia                        |
| 1966      | Trailer People                       | Lidé z maringotek                | Martin Frič                                       | Cehoslovacia                        |
| 1967      | The Dragon's Return                  | Drak sa vracia                   | Eduard Grečner                                    | Cehoslovacia                        |
| 1968      | There's No Other Way                 | Niet inej cesty                  | Jozef Zachar                                      | Cehoslovacia                        |
| Anii 1970 |                                      |                                  |                                                   |                                     |
| 1970      | The Copper Tower                     | Medená veža                      | Martin Hollý, Jr                                  | Cehoslovacia                        |
| 1973      | The Sister Allen's Courtship         | Známost sestry Aleny             | Miroslav Hubáček                                  | Cehoslovacia                        |
| 1973      | The Case of the Dissolute Beauty     | Prípad krásnej nerestnice        | Andrej Lettrich                                   | Cehoslovacia                        |
| 1973      | Journey to San Jago                  | Putovanie do San Jaga            | Martin Ťapák                                      | Cehoslovacia                        |
| 1974      | The Day Which Does Not Die           | Deň, ktorý neumrie               | Martin Ťapák                                      | Cehoslovacia                        |
| 1974      | Who Leaves in the Rain               | Kto odchádza v daždi             | Martin Hollý, Jr                                  | Cehoslovacia                        |
| 1976      | Red Wine [D]                         | Červené víno                     | Andrej Lettrich                                   | Cehoslovacia                        |
| 1977      | The Lawyer                           | Advokátka                        | Andrej Lettrich                                   | Cehoslovacia                        |
| Anii 1980 |                                      |                                  |                                                   |                                     |
| 1981      | Plavčík and Vratko [E]               | Plavčík a Vratko                 | Martin Ťapák                                      | Cehoslovacia                        |
| 1984      | About Fame and Grass                 | O sláve a tráve                  | Peter Solan                                       | Cehoslovacia                        |
| Anii 1990 |                                      |                                  |                                                   |                                     |
| 1995      | Hazard                               | Hazard                           | Roman Petrenko                                    | Slovacia · Republica Cehă           |
| 1996      | The Higher Power                     | Vyššia moc                       | Tomáš Krnáč                                       | Germania · Slovacia                 |
| 1997      | Blue Heaven                          | Modré z neba                     | Eva Borušovičová                                  | Slovacia · Republica Cehă           |
| 1997      | Orbis Pictus                         | Orbis Pictus                     | Martin Šulík                                      | Slovacia                            |
| 1999      | No Gravity State [F]                 | Stav bez tíže                    | Patrik Hartl                                      | Republica Cehă                      |
| 1999      | Cosy Dens                            | Pelíšky                          | Jan Hřebejk                                       | Republica Cehă                      |
| 1999      | Return to Paradise Lost              | Návrat ztraceného ráje           | Vojtěch Jasný                                     | Republica Cehă · Statele Unite      |
| Anii 2000 |                                      |                                  |                                                   |                                     |
| 2001      | The Ring                             | Kruh                             | Věra Plívová-Šimková · Drahomíra Reňáková-Králová | Republica Cehă                      |
| 2001      | Angel Face                           | Andělská tvář                    | Zdeněk Troška                                     | Republica Cehă                      |
| 2002      | Waterloo on Czech                    | Waterloo po česku                | Vít Olmer                                         | Republica Cehă                      |
| 2003      | Bloodlines                           | Pokrvné vzťahy                   | Oleg Harenčár                                     | SUA · Slovacia · Ucraina            |
| 2004      | Up and Down                          | Horem pádem                      | Jan Hřebejk                                       | Republica Cehă                      |
| 2006      | Beauty in Trouble                    | Kráska v nesnázích               | Jan Hřebejk                                       | Republica Cehă                      |
| 2006      | I Served the King of England         | Obsluhoval jsem anglického krále | Jiří Menzel                                       | Republica Cehă · Slovacia           |
| 2007      | Václav                               | Václav                           | Jiří Vejdělek                                     | Republica Cehă                      |
| 2008      | Blind Loves (role: audiodescription) | Slepé lásky                      | Juraj Lehotský                                    | Slovacia                            |
| 2008      | Nasty                                | Nestyda                          | Jan Hřebejk                                       | Republica Cehă                      |
| Anii 2010 |                                      |                                  |                                                   |                                     |
| 2014      | Slovensko 2.0                        | Slovakia 2.0                     |                                                   | Slovakia                            |
| 2015      | Eva Nová                             | Eva Nová                         | Marko Škop                                        | Slovakia                            |
| 2016      | A Prominent Patient (Masaryk)        | Blaženka                         | Julius Ševčík                                     | Republica Cehă · Slovacia           |
| 2017      | The Line                             | Anna Krajňáková                  | Peter Bebjak                                      | Slovacia · Ucraina · Republica Cehă |
| 2018      | The Dad's Volga                      | N/A                              | Jiří Vejdělek                                     | Republica Cehă                      |

Note
- A ^ În Ungaria a fost lansat sub denumirea  Szent Péter esernyöje.
- B ^ Alt titlu Voyage to the End of the Universe.[1]
- C ^ Alte titluri That Cat, When the Cat Comes, The Cat Who Wore Sunglasses.[2]
- D ^ Transmis și ca  o miniserie TV cu 2 părți
- E ^ În regiunea cehă filmul s-a numit Tři zlaté vlasy děda Vševěda.
- F ^ Scurtmetraj.

### Televiziune
| Year      | Titlu internațional                       | Titlu original                      | Regizor | Producție                 |
| Anii 1960 | Anii 1960                                 | Anii 1960                           | Anii 1960 | Anii 1960                 |
| --------- | ----------------------------------------- | ----------------------------------- | --- | ------------------------- |
| 1962      | Young Ages                                | Mladé letá                          | Ján Klimo | Cehoslovacia              |
| 1963      | The End's Year Burial Feast               | Kar na konci roka                   | Ivan Teren | Cehoslovacia              |
| 1963      | The Suit for a Donkey's Shade             | Proces o oslí tieň                  | František Chmiel                                                                                                   | Cehoslovacia              |
| 1964      | The Charley's Aunt                        | Charleyho teta                      | Jiří Vrba | Cehoslovacia              |
| 1964      | Dundo and the Others                      | Dundo a tí druhí                    | Jiří Vrba | Cehoslovacia              |
| 1964      | A Man for Anything                        | Muž pre každé počasie               | Magdalena Lokvencová – Husáková                                                                                    | Cehoslovacia              |
| 1965      | Eye for Eye                               | Oko za oko                          | Jozef Zachar | Cehoslovacia              |
| 1965      | Jake                                      | Kubo                                | Martin Ťapák | Cehoslovacia              |
| 1966      | The Indifferent                           | Ľahostajní                          | Juraj Svoboda | Cehoslovacia              |
| 1966      | Wiredrawer                                | Drotár                              | Karol L. Zachar | Cehoslovacia              |
| 1966      | The Living Scourge [F]                    | Živý bič                            | Martin Ťapák | Cehoslovacia              |
| 1967      | The Maids of Honor                        | Dvorné dámy                         | Tibor Rakovský | Cehoslovacia              |
| 1967      | The Trap                                  | Pasca                               | Ivan Balaďa | Cehoslovacia              |
| 1967      | The Promise                               | Sľub                                | Vido Horňák | Cehoslovacia              |
| 1967      | The Woman's Law                           | Ženský zákon                        | Pavol Haspra | Cehoslovacia              |
| 1967      | The Cuckold                               | Paroháč                             | Jiří Vrba | Cehoslovacia              |
| 1968      | The Young Nurse                           | Mladá mníška                        | Jiří Vrba | Cehoslovacia              |
| 1968      | The Balade for the Seven Hanged           | Balada o siedmich obesených         | Martin Hollý, Jr                                                                                                   | Cehoslovacia              |
| 1968      | Thanksgiving Adventure                    | Dobrodružstvo pri obžinkoch         | Karol L. Zachar | Cehoslovacia              |
| 1968      | Dirty Hands                               | Špinavé ruky                        | Peter Solan | Cehoslovacia              |
| 1968      | Mona Lisa Smile                           | Úsmev Mony Lízy                     | Bedřich Kramosil                                                                                                   | Cehoslovacia              |
| 1968      | Peter and Lucy                            | Peter a Lucia                       | Tibor Rakovský | Cehoslovacia              |
| Anii 1970 |                                           |                                     | |                           |
| 1970      | Don Quijote Fighting                      | Don Quijote zvádza boj              | Tibor Rakovský | Cehoslovacia              |
| 1970      | False Nero                                | Falošný Nero                        | Vladimír Strnisko                                                                                                  | Cehoslovacia              |
| 1970      | Two People                                | Dvaja                               | Igor Ciel | Cehoslovacia              |
| 1971      | You Talk about Just Love                  | Hovoríš len o láske                 | Igor Ciel | Cehoslovacia              |
| 1971      | Parisian Mohicans [F]                     | Parížski mohykáni                   | Igor Ciel | Cehoslovacia              |
| 1971      | The Old Tales by Emo Bohun [F]            | Zaprášené histórie Ema Bohúňa       | Jozef Zachar | Cehoslovacia              |
| 1971      | Noodledom                                 | Kocúrkovo                           | Karol L. Zachar | Cehoslovacia              |
| 1972      | The Shepherd Wife                         | Bačova žena                         | Karol L. Zachar | Cehoslovacia              |
| 1972      | The Inspector Returns                     | Inšpektor sa vracia                 | Igor Ciel | Cehoslovacia              |
| 1972      | Othello                                   | Othello                             | Peter Mikulík | Cehoslovacia              |
| 1972      | Forever Young History                     | Večne mladá história                | František Chmiel                                                                                                   | Cehoslovacia              |
| 1973      | Monna Vanna                               | Monna Vanna                         | Juraj Svoboda | Cehoslovacia              |
| 1973      | Flowers Blooming along the Sidehill       | Na úbočiach kvitnú kvety            | Ľuba Vančíková | Cehoslovacia              |
| 1974      | Secret Agent                              | Tajný agent                         | Peter Mikulík | Cehoslovacia              |
| 1974      | The Buddenbrook's [F]                     | Buddenbrookovci                     | Vido Horňák | Cehoslovacia              |
| 1974      | Impatient Heart                           | Netrpezlivosť srdca                 | Miloš Pietor | Cehoslovacia              |
| 1974      | The Black Lady                            | Piková dáma                         | ? | Cehoslovacia              |
| 1974      | Elf                                       | Škriatok                            | Karol L. Zachar | Cehoslovacia              |
| 1974      | Victoria Regia                            | Viktória Régia                      | Marta Gogálová | Cehoslovacia              |
| 1974      |                                           | Vodník a Zuzana                     | Jan Schmidt | Cehoslovacia              |
| 1974      | Eight Women                               | Osem žien                           | Peter Mikulík | Cehoslovacia              |
| 1975      | Kean                                      | Kean                                | Peter Mikulík | Cehoslovacia              |
| 1975      | Professor Sonnenbruch                     | Profesor Sonnenbruch                | Ivan Teren | Cehoslovacia              |
| 1975      | The Rise at Sycamore                      | Vzbura v ulici Sycamore             | Ivan Teren | Cehoslovacia              |
| 1975      | Pretty Ilina                              | Krásna Ilina                        | Peter Hledík | Cehoslovacia              |
| 1975      | The Shirk                                 | Poškolák                            | Jaroslav Pogran | Cehoslovacia              |
| 1975      | The Light from the North                  | Svetlo severu                       | Daniel Michaelli                                                                                                   | Cehoslovacia              |
| 1975      | Vivat Benyovszky [F][G]                   | Vivat Beňovský                      | Igor Ciel | Cehoslovacia · Ungaria    |
| 1975      | The Lion in Love                          | Zamilovaný lev                      | Juraj Svoboda | Cehoslovacia              |
| 1975      | Thirty-nine at Shadow[F]                  | Tridsaťdeväť stupňov v tieni        | Jozef Pálka | Cehoslovacia              |
| 1976      | The Third Voice                           | Hlas toho tretieho                  | Jozef Pálka | Cehoslovacia              |
| 1976      | Congress in Napoli                        | Kongres v Neapole                   | Jozef Pálka | Cehoslovacia              |
| 1976      | Red Wine[H]                               | Červené víno                        | Andrej Lettrich | Cehoslovacia              |
| 1976      | Mario and Magician                        | Mário a kúzelník                    | Miloslav Luther | Cehoslovacia              |
| 1976      | Left to Live                              | Odsúdení na život                   | Peter Mikulík | Cehoslovacia              |
| 1976      | Blown Away as a Smoke                     | Odviata ako dym                     | Marta Gogálová | Cehoslovacia              |
| 1976      | A Bit of Salt [F]                         | Štipku soli                         | Otakar Krivánek | Cehoslovacia              |
| 1976      | All the Good Men                          | Všetci tí čestní muži               | Eva Sadková | Cehoslovacia              |
| 1976      | The Zen Sense                             | Zenovo vedomie                      | Vido Horňák | Cehoslovacia              |
| 1977      | Doctor Jorge                              | Doktor Jorge                        | Dušan Hanák | Cehoslovacia              |
| 1977      | Louis Pasteur [F]                         | Louis Pasteur                       | Igor Ciel | Cehoslovacia              |
| 1978      | Five Days to Trial                        | Päť dní do rozsudku                 | Igor Ciel | Cehoslovacia              |
| 1978      | Cover Story                               | Článok na prvú stranu               | Miloš Pietor | Cehoslovacia              |
| 1978      | The Manassas                              | Muž z Manassasu                     | Miloš Pietor | Cehoslovacia              |
| 1978      | Control Stage No. 6 Today                 | Dnes platí regulačný stupeň č.6     | Daniel Michaelli                                                                                                   | Cehoslovacia              |
| 1978      | I Know What I'm Gonna Do                  | Už viem, čo urobím                  | Daniel Michaelli                                                                                                   | Cehoslovacia              |
| 1979      | Cousin Bette [F]                          | Sesternica Beta                     | Vido Horňák | Cehoslovacia              |
| 1979      | The Saturdays Evenings                    | Sobotné večery                      | Oľga Rúfusová | Cehoslovacia              |
| 1979      | The Arny Jurga's Wedding                  | Svadba Arneho Jurgu                 | Stanislav Párnický                                                                                                 | Cehoslovacia              |
| 1979      | Morning under the Moon                    | Ráno pod mesiacom                   | Miloslav Luther | Cehoslovacia              |
| Anii 1980 |                                           |                                     | |                           |
| 1980      | Dangerous Liaisons                        | Nebezpečné známosti                 | Miloslav Luther | Cehoslovacia              |
| 1980      | Now, You Decide [F]                       | A teraz sa rozhodni                 | Peter Jezný | Cehoslovacia              |
| 1980      | Balladyna [F]                             | Balladyna                           | Tadeusz Lis | Cehoslovacia              |
| 1980      | The Jubels' Kids                          | Jubelove deti                       | Igor Ciel | Cehoslovacia              |
| 1980      | Drawn on the Glass                        | Na skle maľované                    | Karol L. Zachar | Cehoslovacia              |
| 1980      | Breakthrough                              | Prelom                              | Ivan Teren | Cehoslovacia              |
| 1980      | The King's Man Return                     | Návrat kráľovho muža                | Ľubomír Vajdička                                                                                                   | Cehoslovacia              |
| 1981      | Masquarade                                | Maškaráda                           | Tibor Rakovský | Cehoslovacia              |
| 1981      | Nine Years After [I]                      | Po deviatich rokoch                 | Martin Ťapák | Cehoslovacia              |
| 1981      | Shrewd Widow                              | Prefíkaná vdova                     | Július Pántik | Cehoslovacia              |
| 1981      | A Weird Girl                              | Čudné dievča                        | František Chmiel                                                                                                   | Cehoslovacia              |
| 1982      | The poet of Beauty, Truth and Hope        | Pevec krásy, pravdy a nádeje        | Juraj Svoboda | Cehoslovacia              |
| 1982      | The Turn of the Screw                     | The Turn of the Screw               | Petr Weigl | Germania                  |
| 1982      | The Thibaults[A]                          | Thibaultovci                        | Peter Mikulík | Cehoslovacia              |
| 1983      | For the Law on Duty[A]                    | Na stope zločinu: V službách zákona | Karol Spišák · Juraj Svoboda · František Chmiel · Peter Opálený                                                    | Cehoslovacia              |
| 1984      | The Play on Twenty Moves                  | Mat na dvadsať ťahov                | Igor Ciel | Cehoslovacia              |
| 1984      | Johny's Toys                              | Jankove hračky                      | Radim Cvrček | Cehoslovacia              |
| 1984      | Formidable Affections                     | Neľahké lásky                       | Ľubomír Vajdička                                                                                                   | Cehoslovacia              |
| 1984      | Rebel Memoir [F]                          | Povstalecká história                | Andrej Lettrich | Cehoslovacia              |
| 1984      | An Episode                                | Epizóda                             | Miloš Pietor | Cehoslovacia              |
| 1985      | Bankinghouse Khuwich and comp.            | Bankinghouse Khuwich and comp.      | Peter Opálený | Cehoslovacia              |
| 1985      | Ideal Husband                             | Ideálny manžel                      | Peter Mikulík | Cehoslovacia              |
| 1985      | The Sign [F]                              | Materské znamienko                  | Marta Gogálová | Cehoslovacia              |
| 1986      | The Elizabeth's Court                     | Alžbetin dvor [F]                   | Andrej Lettrich | Cehoslovacia              |
| 1986      | Two Ballads                               | Dve balady                          | Jozef Bednárik | Cehoslovacia              |
| 1986      | The Last Stop                             | Posledná zastávka                   | | Cehoslovacia              |
| 1987      | The Peacock Feather                       | Pávie pierko [J]                    | Petr Weigl | Germania · Cehoslovacia   |
| 1987      |                                           | Sudca vo vlastnej pasci             | Miloš Pietor | Cehoslovacia              |
| 1987      | Two People                                | Dvaja                               | Vladimír Strnisko                                                                                                  | Cehoslovacia              |
| 1989      | Portrait of Dorian Gray [F]               | Portrét Doriana Graya               | Vladimír Strnisko                                                                                                  | Cehoslovacia              |
| 1989      | Mercadet                                  | Mercadet                            | Ľubomír Vajdička                                                                                                   | Cehoslovacia              |
| 1989      | Counting Crows                            | Rátanie havranov                    | Radim Cvrček | Cehoslovacia              |
| 1989      | The Pendulum Troubadors                   | Trubadúri z pendloviek              | Jozefína Šujanová                                                                                                  | Cehoslovacia              |
| 1989      | Six Times Woman                           | Šesťkrát žena                       | František Chmiel                                                                                                   | Cehoslovacia              |
| 1989      |                                           | Reverend[A]                         | Miloš Pietor | Cehoslovacia              |
| 1989      | The Masquerade Ball [I]                   | Maškarný ples                       | Ivan Svetko | Cehoslovacia              |
| 1989      | The Grey Rose Drama [F]                   | Staroružová dráma                   | Vido Horňák | Cehoslovacia              |
| Anii 1990 |                                           |                                     | |                           |
| 1991      | Devil in France                           | Diabol vo Francúzsku                | Alois Ditrich | Cehoslovacia              |
| 1991      | Dido [F][K]                               | Dido                                | Dušan Rapoš | Germania · Cehoslovacia   |
| 1991      | Do-Gooder [F]                             | Dobrodinec                          | Ján Zeman | Cehoslovacia              |
| 1991      | Lorenzaccio [F]                           | Lorenzaccio                         | Miloslav Luther | Cehoslovacia              |
| 1991      | The Variations of Fame                    | Variácie slávy                      | Miroslav Sobota | Cehoslovacia              |
| 1991      | La Musica                                 | La Musica                           | | Cehoslovacia              |
| 1991      | Mother of Jesus                           | Ježišova matka                      | Jozef Bednárik | Cehoslovacia              |
| 1992      | The Aunt Roe Tells[I]                     | Čo rozprávala teta Srna             | |                           |
| 1992      | Europe, My Love                           | Európa, moja láska                  | Vido Horňák | Cehoslovacia              |
| 1992      | From the Morning to Sunrise               | Od rána do úsvitu                   | Ľubo Kocka | Cehoslovacia              |
| 1993      | The Betrayed Brother                      | Le frère trahi                      | Philippe Monnier                                                                                                   | Franța                    |
| 1993      | The Wasteland of Love                     | Pustatina lásky                     | Stanislav Párnický                                                                                                 | Slovacia, Franța          |
| 1994      | About the Johnny Key                      | O Jankovi kľúčiarovi                | Igor Kováč | Slovacia                  |
| 1994      | Playing Tonight[A]                        | Dnes večer hrám ja                  | Ľubomír Vajdička                                                                                                   | Slovacia                  |
| 1995      | Little Big Prince                         | Malý veľký princ                    | Libor Vaculík | Slovacia                  |
| 1998      | The Remembered Ami [L]                    | Aminina pamiatka                    | Roman Polák | Ungaria · Slovacia        |
| 1999      | The Cage                                  | Klietka                             | Stanislav Párnický                                                                                                 | Slovacia                  |
| 1999      | Variations[A]                             | Variácie                            | Yvonne Vavrová | Slovacia                  |
| Anii 2000 |                                           |                                     | |                           |
| 2007      | The Consulting Room at Pink Garden [M]    | Ordinácia v ružovej záhrade         | diverse | Slovacia                  |
| 2008      | Private Hooks [F]                         | Soukromé pasti                      | Milan Cieslar · Dan Wlodarczyk · Lenka Wimmerová · Petr Slavík · Petr Zahrádka · Tereza Kopáčová · Martin Dolenský | Republica Cehă            |
| 2009      | The Archive                               | Archiv                              | Lucie Bělohradská                                                                                                  | Republica Cehă            |
| Anii 2010 |                                           |                                     | |                           |
| 2010      | The Old Town's Crime Stories [F]          | Kriminálka Staré Mesto              | Ján Sebechlebský                                                                                                   | Slovacia · Republica Cehă |
| 2011      | Filmtales: "All Souls' Day of Seniors"[F] | Filmoviedky: "Dušičky seniorov"     | Stanislav Párnický                                                                                                 | Slovacia                  |
| 2014      | Picnic                                    | Piknik                              | Hynek Bočan | Republica Cehă            |
| 2015      | Doktor Martin[A] (in post-production)     | Doctor Martin                       | Petr Zahrádka | Republica Cehă            |

Note
- F ^ serial TV.
- G ^ titlul în Ungaria a fost Vivát, Benyovszky!
- H ^ lucrarea a fost proiectată în cinematografe ca un film.
- I ^ scurtmetraj.
- J ^ titlul în Germania a fost Die Pfauenfeder.
- K ^ titlul în Germania a fost Dido – Das Geheimnis des Fisches.
- L ^ titlul în Ungaria a fost Amine emlékezete.
- M ^ - soap opera.